# 波赫丹尼夫斯凱 (庫皮揚斯克區)
49°53′39″N 37°48′48″E / 49.89417°N 37.81333°E
波赫丹尼夫斯凱（烏克蘭語：Богданівське）是位於烏克蘭東部的村莊，由哈爾科夫州庫皮揚斯克區的德沃里奇纳市镇負責管轄。該村始建於1929年，面積3.41平方公里，海拔高度88米，2001年人口969，人口密度每平方公里284.3人。